# Distrito Escolar Unificado del Valle de Chino
El Distrito Escolar Unificado del Valle de Chino o el Distrito Escolar del Valle de Chino (Chino Valley Unified School District, CVUSD) es un distrito escolar de California. Tiene su sede en el District Service Centro (Centro de Servicio del Distrito) en Chino. Gestiona escuelas en Chino y Chino Hills.